# Seznam hlav státu Islandu
Toto je seznam hlav státu Islandu.

## Přehled
Island byl osídlen koncem 9. a začátkem 10. století, především lidmi norského a jiného skandinávského původu. V roce 930 přijali vládnoucí náčelníci republikánskou ústavu a založili shromáždění nazvané Althing, nejstarší parlament na světě. Island zůstal nezávislý až do roku 1262, kdy podepsal smlouvu, která založila unii s norskou monarchií. Na konci 14. století vstoupilo Norsko a Dánsko do unie. Unie mezi Dánskem a Norskem, kromě pár kratších období, trvala až do roku 1814, kdy Norsko nakrátko získalo nezávislost a Island se stal nedílnou součástí Dánska až do roku 1918, kdy byl 1. prosince uznán jako plně suverénní stát v personální unii s Dánskem pod společným panovníkem.
Po ústavním referendu mezi 20. a 23. květnem 1944 se Island 17. června 1944 formálně stal nezávislou republikou. Vzhledem k tomu, že Dánsko bylo stále okupováno Německem, mnozí Dánové se cítili uraženi. Přesto poslední král Islandu, Kristján X., poslal islandskému lidu blahopřání.

## Norští králové (1262–1814)
| Jméno                  | Život                                               | Začátek vlády      | Konec vlády       | Poznámky                                | Rod                | Portrét |
| ---------------------- | --------------------------------------------------- | ------------------ | ----------------- | --------------------------------------- | ------------------ | ------- |
| Haakon IV. Starý       | 1. dubna 1204 – 16. prosince 1263 (ve věku 59 let)  | 1262               | 16. prosince 1263 | Syn Haakona III.                        | Ynglingové         |         |
| Magnus VI. Zákonodárce | 1. května 1238 – 9. května 1280 (ve věku 42 let)    | 16. prosince 1263  | 9. května 1280    | Syn Haakona IV.                         | Ynglingové         |         |
| Erik II.               | 1268 – 15. července 1299 (ve věku 30–31 let)        | 9. května 1280     | 15. července 1299 | Syn Magnuse VI.                         | Ynglingové         |         |
| Haakon V.              | 1270 – 8. května 1319 (ve věku 48–49 let)           | 15. července 1299  | 8. května 1319    | Syn Magnuse VI.                         | Ynglingové         |         |
| Magnus VII.            | 1316 – 1. prosince 1374 (ve věku 57–58 let)         | 1319               | 1. prosince 1374  | Vnuk Haakona V.                         | Folkungové         |         |
| Haakon VI.             | 1340 – 11. září 1380 (ve věku 39–40 let)            | 15. srpna 1343     | 11. září 1380     | Syn Magnuse VII.                        | Folkungové         |         |
| Olaf IV.               | 1370 – 3. srpna 1387 (ve věku 16–17 let)            | 29. července 1380  | 3. srpna 1387     | Syn Haakona VI.                         | Folkungové         |         |
| Markéta I.             | asi 1353 – 28. října 1412                           | 2. února 1388      | 28. října 1412    | Matka Olafa IV.                         | Estridsenové       |         |
| Erik III.              | asi 1381 – 3. května 1459                           | 28. října 1412     | 1442              | Syn vévody Wartislava VII. Pomořanského | Greifenové         |         |
| Kryštof I.             | 26. února 1416 – 5. ledna 1448 (ve věku 31 let)     | 1442               | 5. ledna 1448     | Syn Jana Falckého                       | Falcko-Neumarktští |         |
| Karel I.               | 5. října 1409 – 14. května 1470 (ve věku 60 let)    | 20. listopadu 1449 | 1450              | Syn Knuta Tordssona Bondeho             | Bonde              |         |
| Kristián I.            | 1426 – 21. května 1481 (ve věku 54–55 let)          | 1450               | 21. května 1481   | Syn hraběte Dietricha Oldenburského     | Oldenburkové       |         |
| Jan I.                 | 2. února 1455 – 20. února 1513 (ve věku 58 let)     | 1483               | 20. února 1513    | Syn Kristiána I.                        | Oldenburkové       |         |
| Kristián II.           | 1. července 1481 – 25. ledna 1559 (ve věku 77 let)  | 22. července 1513  | 20. ledna 1523    | Syn Jana I.                             | Oldenburkové       |         |
| Frederik I.            | 7. října 1471 – 10. dubna 1533 (ve věku 61 let)     | 1523               | 10. dubna 1533    | Syn Kristiána I.                        | Oldenburkové       |         |
| Kristián III.          | 12. srpna 1503 – 1. ledna 1559 (ve věku 55 let)     | 1537               | 1. ledna 1559     | Syn Frederika I.                        | Oldenburkové       |         |
| Frederik II.           | 1. července 1534 – 4. dubna 1588 (ve věku 53 let)   | 1. ledna 1559      | 4. dubna 1588     | Syn Kristiána III.                      | Oldenburkové       |         |
| Kristián IV.           | 12. dubna 1577 – 28. února 1648 (ve věku 70 let)    | 4. dubna 1588      | 28. února 1648    | Syn Frederika II.                       | Oldenburkové       |         |
| Frederik III.          | 18. března 1609 – 9. února 1670 (ve věku 60 let)    | 6. července 1648   | 9. února 1670     | Syn Kristiána IV.                       | Oldenburkové       |         |
| Kristián V.            | 15. dubna 1646 – 25. srpna 1699 (ve věku 53 let)    | 9. února 1670      | 25. srpna 1699    | Syn Frederika III.                      | Oldenburkové       |         |
| Frederik IV.           | 11. října 1671 – 12. října 1730 (ve věku 59 let)    | 25. srpna 1699     | 12. října 1730    | Syn Kristiána V.                        | Oldenburkové       |         |
| Kristián VI.           | 30. listopadu 1699 – 6. srpna 1746 (ve věku 46 let) | 12. října 1730     | 6. srpna 1746     | Syn Frederika IV.                       | Oldenburkové       |         |
| Frederik V.            | 31. března 1723 – 14. ledna 1766 (ve věku 42 let)   | 6. srpna 1746      | 14. ledna 1766    | Syn Kristiána VI.                       | Oldenburkové       |         |
| Kristián VII.          | 29. ledna 1749 – 13. března 1808 (ve věku 59 let)   | 14. ledna 1766     | 13. března 1808   | Syn Frederika V.                        | Oldenburkové       |         |
| Frederik VI.           | 28. ledna 1768 – 3. prosince 1839 (ve věku 71 let)  | 13. března 1808    | 7. února 1814     | Syn Kristiána VII.                      | Oldenburkové       |         |

## Dánští králové (1814–1918)
| Jméno          | Život                                               | Začátek vlády      | Konec vlády        | Poznámky                                                                                            | Rod           | Portrét |
| -------------- | --------------------------------------------------- | ------------------ | ------------------ | --------------------------------------------------------------------------------------------------- | ------------- | ------- |
| Frederik VI.   | 28. ledna 1768 – 3. prosince 1839 (ve věku 71 let)  | 7. února 1814      | 3. prosince 1839   | Syn Kristiána VII.                                                                                  | Oldenburkové  |         |
| Kristián VIII. | 18. září 1786 – 20. ledna 1848 (ve věku 61 let)     | 3. prosince 1839   | 20. ledna 1848     | Syn dědičného prince Frederika Dánského a vnuk Frederika V.                                         | Oldenburkové  |         |
| Frederik VII.  | 6. října 1808 – 15. listopadu 1863 (ve věku 55 let) | 20. ledna 1848     | 15. listopadu 1863 | Syn Kristiána VIII.                                                                                 | Oldenburkové  |         |
| Kristián IX.   | 8. dubna 1818 – 29. ledna 1906 (ve věku 87 let)     | 15. listopadu 1863 | 29. ledna 1906     | Syn vévody Fridricha Viléma Šlesvicko-Holštýnsko-Sonderbursko-Glücksburského a pravnuk Frederika V. | Glücksburkové |         |
| Frederik VIII. | 3. června 1843 – 14. května 1912 (ve věku 68 let)   | 29. ledna 1906     | 14. května 1912    | Syn Kristiána IX.                                                                                   | Glücksburkové |         |
| Kristián X.    | 26. září 1870 – 20. dubna 1947 (ve věku 76 let)     | 14. května 1912    | 1. prosince 1918   | Syn Frederika VIII.                                                                                 | Glücksburkové |         |

## Islandští králové(1918–1944)
| Jméno       | Život                                           | Začátek vlády    | Konec vlády     | Poznámky            | Rod           | Portrét |
| ----------- | ----------------------------------------------- | ---------------- | --------------- | ------------------- | ------------- | ------- |
| Kristján X. | 26. září 1870 – 20. dubna 1947 (ve věku 76 let) | 1. prosince 1918 | 17. června 1944 | Syn Frederika VIII. | Glücksburkové |         |

## Islandští prezidenti (1944—dosud)
| Jméno                        | Život                                             | Začátek vlády   | Konec vlády    | Poznámky                                                                                               | Portrét |
| ---------------------------- | ------------------------------------------------- | --------------- | -------------- | --- | ------- |
| Sveinn Björnsson             | 27. února 1881 – 25. ledna 1952 (ve věku 70 let)  | 17. června 1944 | 25. ledna 1952 | |         |
| Ásgeir Ásgeirsson            | 13. května 1894 – 15. září 1972 (ve věku 78 let)  | 1. srpna 1952   | 1. srpna 1968  | V letech 1932 až 1934 předsedou vlády Islandu.                                                         |         |
| Kristján Eldjárn             | 6. prosince 1916 – 14. září 1982 (ve věku 65 let) | 1. srpna 1968   | 1. srpna 1980  | |         |
| Vigdís Finnbogadóttir        | 15. dubna 1930 (94 let)                           | 1. srpna 1980   | 1. srpna 1996  | První prezidentka v Evropě a vůbec první ženská hlava státu zvolená v demokratických volbách na světě. |         |
| Ólafur Ragnar Grímsson       | 14. května 1943 (81 let)                          | 1. srpna 1996   | 1. srpna 2016  | |         |
| Guðni Thorlacius Jóhannesson | 26. června 1968 (56 let)                          | 1. srpna 2016   |                | |         |